# Ватковяк, Лукас
Лукас Ватковяк (нем. Lukas Watkowiak; 6 марта 1996, Франкфурт-на-Майне, Германия) — немецкий футболист, вратарь швейцарского клуба «Санкт-Галлен».

## Клубная карьера
Воспитанник академий «Франкфурта» и «Майнца». В сезоне 2015/16 Лукас был включён в заявку дубля «Майнца». Став третьим вратарём в команде (после Янника Хута и Даниэля Зайтера), Ватковяк дебютировал в Третьей лиге только в первом туре следующего сезона, 30 июля 2016 года в домашней игре против «Цвиккау» (пробыв на поле все 90 минут, вратарь не смог сохранить ворота непораженными — встреча закончилась со счетом 2:2).
Перед сезоном 2017/18 Ватковяк перешёл в клуб «Веен» из Висбадена, за который дебютировал только через два сезона (уже во Второй Бундеслиге). Основной вратарь команды Маркус Кольке получил травму, из-за чего в матче первого тура против «Аалена» на воротах сыграл Лукас (гессенцы победили со счетом 2:1). Контракт с клубом был действителен до 2021 года, но был расторгнут в конце августа 2020 по обоюдному согласию.
Новым (и первым зарубежным) клубом вратаря стал «Санкт-Галлен», бывший на тот момент вице-чемпионом Швейцарии. За клуб дебютировал 21 мая 2021 года в гостевом матче с «Серветтом», пропустив один гол. 11 апреля 2022 года продлил контракт до лета 2025 года.